# Маяк острова Файр
Маяк острова Файр (англ. Fire Island Lighthouse) — маяк, расположенный на острове Файр, одном из барьерных островов острова Лонг-Айленд, округ Саффолк, штат Нью-Йорк, США. Построен в 1858 году. Деактивирован в 1974 году. Автоматизирован и возвращён в эксплуатацию в 1986 году. Является самым высоким действующим маяком штата Нью-Йорк, 6-й по высоте маяк страны.

## История
Существует множество версий названия острова острове Файр, от природных явлений до костров пиратов или произношения голландской цифры четыре (нидерл. vier). Судоходство вдоль острова Лонг-Айленд всегда было достаточно интенсивным, потому первый маяк на острове Файр появился уже в 1826 году. Он представлял собой восьмиугольную башню, построенную из камня из реки Коннектикут. Строительство вышло очень дорогим по тем временам — 9 999,65$ — всего на 35 центов меньше выделенного Конгрессом США бюджета на строительство. Но высота маяка оказалась недостаточной, и в 1857 году Конгресс выделил 40 000$ на строительство нового маяка. В 1868 году строительство было завершено. Новая башня маяка из кирпича была в 2 раза выше предыдущей — 51,2 метра в высоту. Также рядом был построен и двухэтажный кирпичный дом смотрителя. В 1974 году маяк был признан избыточным и выведен из эксплуатации. Однако неравнодушным гражданам удалось собрать необходимую сумму для ремонта маяка, и в 1986 году Береговая охрана США автоматизировала и вернула в эксплуатацию маяк.
В 1981 году он был включен в Национальный реестр исторических мест.